# Comté de Calhoun (Texas)
Pour les articles homonymes, voir Comté de Calhoun.
Le comté de Calhoun, en anglais : Calhoun County, est un comté situé dans le Sud-Est de l'État du Texas aux États-Unis.   Fondé le 4 avril 1846, son siège de comté est la ville de Port Lavaca. Selon le recensement des États-Unis de 2020, sa population est de 20 106 habitants. Le comté a une superficie de 2 674,6 km2, dont 1 312,7 km2 en surfaces terrestres. Il est nommé ainsi en hommage à John Caldwell Calhoun, le vice-président des États-Unis de 1825 à 1832. 

## Comtés adjacents
| Comté de Victoria | Comté de Jackson |                    |
| Comté de Refugio  | comté de Calhoun | Comté de Matagorda |
|                   |                  | Comté d'Aransas    |

## Démographie
Lors du recensement de 2010, le comté comptait une population de 21 381 habitants. Elle est estimée, en 2017, à 21 744 habitants,.

Pyramide des âges du comté de Calhoun (2000).